# The Halo Effect
The Halo Effect est un groupe suédois de death metal mélodique, originaire de Göteborg.

## Histoire
Le groupe est formé fin 2019 et est né d'une idée du guitariste Niclas Engelin, membre d'In Flames depuis 2010, mais qui ne se produit plus avec le groupe depuis 2019. Engelin aborde un jour le chanteur Mikael Stanne, qui a chanté sur le premier album d'In Flames, Lunar Strain, mais qui n'a jamais été un membre permanent du groupe, pour lui demander s'il avait envie de faire de la musique ensemble. Peu de temps après, le bassiste Peter Iwers, qui a joué avec In Flames entre 1997 et 2017, contacte Stanne et lui dit être partant pour le projet d'Engelin. Le guitariste Jesper Strömblad, membre fondateur d'In Flames en 1990 et qui a quitté le groupe en 2010, et le batteur Daniel Svensson, membre d'In Flames entre 1998 et 2015, complètent le line-up.
Les musiciens enregistrent ensemble leurs premières démos. Comme le groupe principal de Stanne, Dark Tranquillity, ne pouvait pas partir en tournée à cause de la pandémie de Covid-19, ils décident de poursuivre l'écriture de chansons sans restrictions de temps ni de délais. The Halo Effect est signé par le label allemand Nuclear Blast dans des circonstances curieuses. Un collaborateur de Nuclear Blast entend la chanson Shadowminds alors qu'il parle de Zoom avec l'agent artistique du groupe. À la moitié de la chanson, l'agent artistique reçoit la promesse d'un contrat. Shadowminds devient également le premier single, sorti le 9 novembre 2021. Le 11 juin 2022, le groupe donne son premier concert au Sweden Rock Festival, qui est suivi par des représentations aux festivals MetalDays et Wacken Open Air. Lors du concert au MetalDays, Jesper Strömblad est remplacé par Patrik Jensen du groupe The Haunted sans que l'on sache pourquoi.
Pour le printemps 2023, The Halo Effect fait une tournée en Norvège et en Suède avec Scar Symmetry et Orbit Culture ainsi que la tête d'affiche Meshuggah. En mai 2023, le groupe fait une tournée en Amérique du Nord avec les premières parties Unearth et High Command. En été 2023, le groupe participe aux festivals Graspop Metal Meeting et Full Force. Lors des concerts en Australie et en Nouvelle-Zélande en novembre 2023 avec Devilskin et Beyond the Black, The Halo Effect se passe du batteur Daniel Svensson, qui est remplacé par Anton Roos. Le 26 novembre 2023, le groupe apparait dans l'épisode Borowski und das unschuldige Kind von Wacken de l'émission Tatort. À la fin de l'épisode, le groupe joue la chanson Days of the Lost au Wacken Open Air En mars 2024, le groupe fait une tournée européenne avec Mantar en première partie de Meshuggah. Lors des Metal Hammer Awards 2024, The Halo Effect est récompensé dans la catégorie Rising Star.

## Discographie

### Albums studio
- 2022 - Days of the Lost (Nuclear Blast)
- 2025 - March of the Unheard (Nuclear Blast)

### Clips
- 2021 : Shadowminds
- 2022 : Feel What I Believe
- 2022 : Days of the Lost
- 2022 : In Broken Trust
- 2024 : Become Surrender